# Velodona togata
Velodona togata is een inktvissensoort uit de familie van de Megaleledonidae. De wetenschappelijke naam van de soort werd voor het eerst geldig gepubliceerd in 1915 door Chun.